# سرية زيد بن حارثة (حسمى)
سرية زيد بن حارثة أحد سرايا الرسول، أرسل فيها الصحابي زيد بن حارثة إلى محل يقال له حسمى بكسر الحاء المهملة وسكون السين، وهو موضع وراء وادي القرى، يقال إن الطوفان أقام بذلك المحل بعد نضوبه ثمانين سنة.

## أحداث السرية
كان سبب السرية أن دحية الكلبي أقبل من عند قيصر ملك الروم، ولما وصل إليه أجازه بمال وكساء فأقبل بذلك إلى أن وصل ذلك المحل، فلقيه الهنيد وابنه في ناس من جذام، فقطعوا عليه الطريق وسلبوه ما معه، ولم يتركوا عليه إلا ثوبا خلقا، فسمع بذلك نفر من جذام من بني الضبيب، ممن أسلم منهم فنفروا إليهم واستنقذوا لدحية ما أخذ منه، وقدم دحية على الرسول فأخبره بذلك، فبعث زيد بن حارثة في خمسمائة رجل ورد معه دحية، وكان زيد يسير بالليل ويكمن بالنهار ومعه دليل من بني عذرة فأقبل حتى هجم على القوم، ومن كان معهم مع الصبح، فقتلوا الهنيد وابنه ومن كان معهم، وأخذوا من النعم ألف بعير، ومن الشاء خمسة آلاف، ومن السبي مائة من النساء والصبيان، ولما سمع بنو الضبيب بما صنع زيد ركبوا وجاؤوا إلى زيد وقال له رجل منهم إنا قوم مسلمون، فقال له زيد اقرأ أم الكتاب فقرأها، ثم قدم منهم جماعة للرسول وأخبروه الخبر وقال بعضهم يا رسول الله لا تحرم علينا حلالا، ولا تحل لنا حراما، فقال كيف أصنع بالقتلى، فقال أطلق لنا من كان حيا ومن قتل فهو تحت قدمي هاتين، فقال الرسول صدق، فقالوا ابعث معنا رجلا لزيد، فبعث معهم علي بن أبي طالب يأمر زيد أن يخلي بينهم وبين حرمهم وأموالهم، فقال علي يا رسول الله إن زيدا لا يطيعني، فقال خذ سيفي هذا، فأخذه وتوجه، فلقي علي رجلا أرسله زيد مبشرا على ناقة من إبل القوم، فردها علي على القوم وأردفه خلفه، ولقي زيدا فأبلغه أمر رسول الله، قال وعند ذلك قال له زيد، ما علامة ذلك، فقال هذا سيفه، فعرف زيد السيف وصاح بالناس فاجتمعوا، فقال من كان معه شيء فليرده، فهذا سيف رسول الله، فرد الناس كافة كل ما أخذوه.